# Alachter von Pottenbrunn
Die Pottenbrunner (auch Von Pottenbrunn sowie Pottenbrunner von Pottenbrunn) stellten eine Linie der Herren von Alachter dar und waren ein Adelsgeschlecht aus dem Erzherzogtum unter der Enns.

## Geschichte
Die Pottenbrunner stellen eine Linie des uradeligen Geschlechts der Alachter resp. Herren von Alecht dar. Sie waren als Ritter im niederösterreichischen Zentralraum bekundet und nannten sich seit 1136 nach dem Ort Alland. Im Laufe des 13. Jahrhunderts stellten sie auch den herzoglichen-babenbergischen Forstmeister und wurden durch die Babenberger mit der Herrschaft Pottenbrunn belehnt. Der Belehnte und seine Nachkommen nahmen in weiterer Folge diesen neuen Namen an und bildeten somit eine eigenständige Linie der Familie aus, die Pottenbrunner, Von Pottenbrunn resp. Pottenbrunner von Pottenbrunn. Die Alachter Stammlinie war weiterhin in und um Alland tätig und 1347 erhielt Leutold den Allachter das alte herzogliche Haus als Lehen. Von der Linie der Alachter in Pottenbrunn datiert aus 1268 die erste Erwähnung deres Alachthofes am Platz der nachmaligen Wasserburg bzw. Schloss Pottenbrunn. 1387 wird Hans (der Alachter) von Pottenbrunn genannt, Hofmarschall von Herzog Albrecht III. (oder, und Albrecht IV.) von Österreich. Dessen Sohn Niklas von Pottenbrunn war Untermarschall in Österreich. Aufgrund seines gewalttätigen Wirken wurde 1408 durch Reinprecht II. von Walsee im Auftrag des Landesfürsten seine Wasserburg erfolglos belagert. Wolfgang 1403, Georg 1414, Martin 1490 und Sigmund, der zur Mitte des 15. Jahrhunderts Mitglied des Mailberger Bundes, ein Erbstreit des Hauses Habsburg, war. Ein weiterer Sigmund war um 1500 in allen vier Vierteln Niederösterreichs begütert und hatte Lehen des Stiftes Passau genommenen. Georg könnte ident sein mit Jörg Pottenbrunner, 1412 genannt als des Herzogs Albrecht V. Von Österreichs Hofmarschall. Wenngleich Pottenbrunn Anfangs ein landesfürstliches Lehen war, wurde es im Laufe der Zeit zu einem Allod, ein frei vererbbares Gut in Eigenbesitz. Die Pottenbrunner sind mit Martin Pottenbrunner zu Pottenbrunn, Herr zu Pottenbrunn ausgestorben. Jener war mit Hedwig von Sinzendorf verehelicht und hatte eine Tochter, Apollonia, die 1505 oder 1510 Sebastian I. Grabner zu Rosenburg ehelichte. Die Herrschaft und das Schloss Pottenbrunn sind somit nach Martins Tod 1521 im Erbfall an die Grabner zu Rosenburg ergangen.

## Wappen
- Eintrag in der Ritterstandsmatrikel: „Im schwarzen Feld ein weiße schräglinke Spitze. Kleinod: Ein wie der Schild bezeichneter Flug.“[1]